# Biblioteca Nacional de Costa Rica

Biblioteca Nacional de Costa Rica "Miguel Obregón Lizano"

La Biblioteca Nacional de Costa Rica ostenta el nombre de Miguel Obregón Lizano en memoria del Benemérito de la Patria. Don Miguel nació el 19 de julio de 1861 en la Provincia de Alajuela y dedicó su vida al servicio de la educación costarricense. Con la clausura de la Universidad de Santo Tomás, impulsó que las colecciones de esta biblioteca universitaria se fundara la Biblioteca Nacional de Costa Rica, el 13 de octubre de 1888 mediante acuerdo n.º 231. Igualmente, tuvo la visión de promover la creación de las bibliotecas públicas costarricenses. El 8 de julio de 1935 la Asamblea Legislativa de Costa Rica en reconocimiento a su aporte a la cultura y educación nacional, lo declaró Benemérito de la Educación.
En 1961 en conmemoración del centenario del nacimiento de Miguel Obregón Lizano, en homenaje a su visión creativa de las bibliotecas del país, se confirió su nombre a la Biblioteca Nacional de Costa Rica, ya que por su esfuerzo se consolidó este proyecto, denominándose desde entonces Biblioteca Nacional Miguel Obregón Lizano (BNMOL). Falleció el 24 de julio de 1935 a la edad de 74 años en la Provincia de San José.

## Biblioteca Nacional Miguel Obregón Lizano

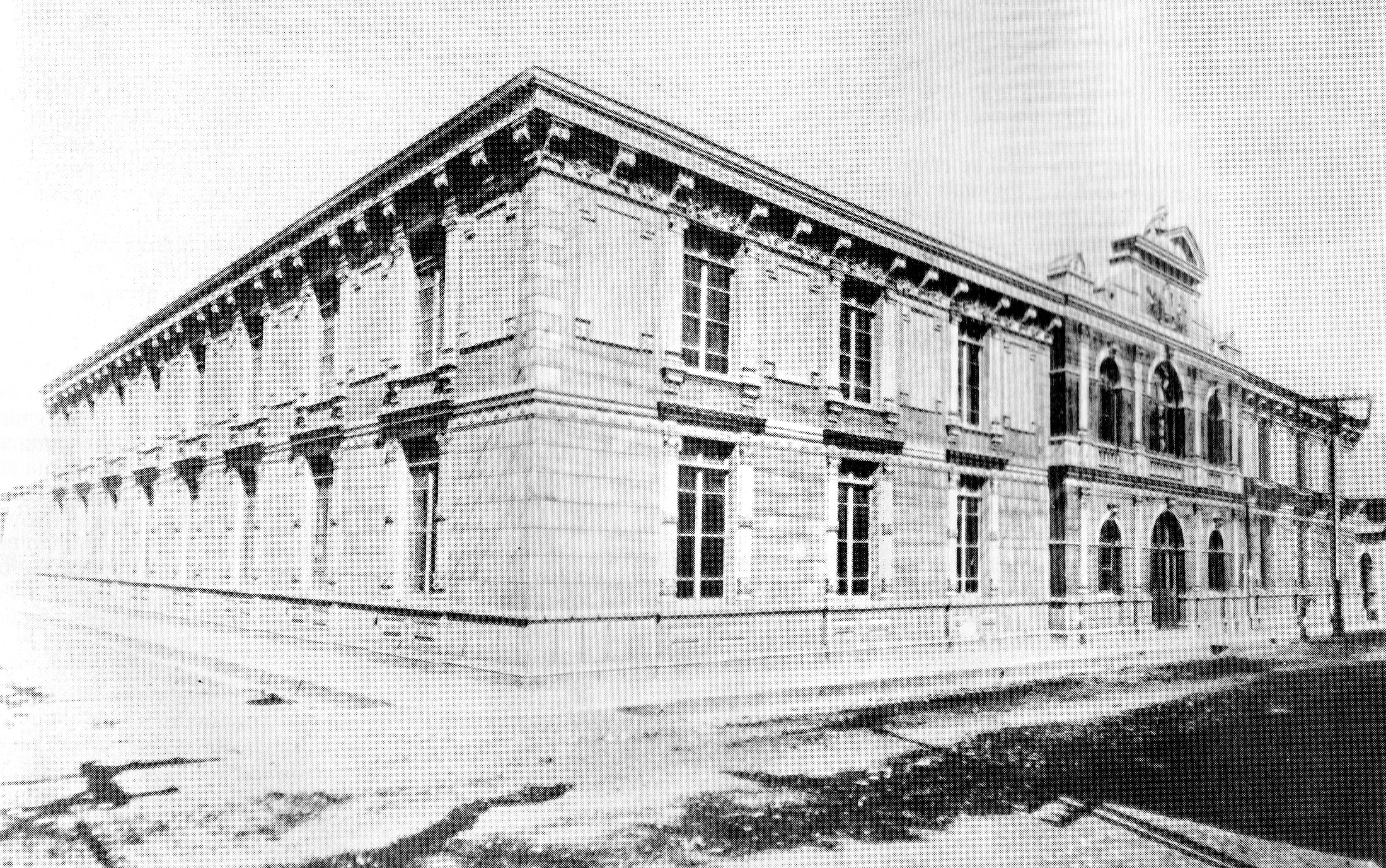
Biblioteca Nacional de Costa Rica, San José, vermutlich um 1910

Al trasladarse las colecciones de la Universidad de Santo Tomás a la naciente Biblioteca Nacional, Solano (2014, p.16) acota que a ésta "se refundió el Archivo de Rezagos creado en 1882 y la Oficina de Depósito y Canje de Publicaciones fundada en 1887" e inicia la Biblioteca Nacional "su funcionamiento con cerca de 4.000 volúmenes" que constituyen "documentos de gran valor patrimonial". 
Asimismo, la autora  señala que mediante dos leyes nacionales: la Ley de Derechos de Autor y Derechos Conexos y la Ley de Imprenta, tanto los autores como los editores deben entregar ejemplares de su producción intelectual a la Biblioteca "con el propósito de conservar el patrimonio documental de Costa Rica" conformando uno de los objetivos primordiales de la Biblioteca Nacional.
Además, la Biblioteca Nacional Miguel Obregón Lizano está adscrita al Sistema Nacional de Bibliotecas (SINABI) como ente en la dirección y organización de las 57 bibliotecas públicas en las siete provincias del país. Paralelamente, en el SINABI se integra la Agencia ISBN e ISSN que gestiona con los autores y editores lo pertinente a la producción intelectual. Igualmente, el SINABI depende directamente del Ministerio de Cultura y Juventud de Costa Rica. 
Por otra parte, la Biblioteca Nacional Miguel Obregón Lizano,  pertenece a la Asociación de Estados Iberoamericanos para el Desarrollo de las Bibliotecas Nacionales de Iberoamérica (ABINIA).
Asimismo, la Biblioteca Nacional Miguel Obregón Lizano ejerce la función de compilar y resguardar la bibliografía nacional, es una institución de carácter público y se ubica en la ciudad capital de San José.
- Acervo bibliográfico

La Biblioteca Nacional contiene un valioso acervo bibliográfico con publicaciones desde el siglo XVI. Actualmente la biblioteca nacional preserva una colección  de libros, obras de referencia,  revistas tanto nacionales como internacionales,  recursos audiovisuales, la hemeroteca o periódicos que entre éstos se rescatan, los artículos científicos de los naturalistas Anastasio Alfaro y Henri Pittier.
La Sala de Colecciones Especiales "Adolfo Blen" contiene un fondo documental de incalculable valor, patrimonio de los costarricenses, por lo que esta sala ofrece las condiciones físicas y ambientales para la preservación de este valioso acervo patrimonial.
- Directores de la Biblioteca Nacional

La Biblioteca Nacional de Costa Rica ha estado dirigida por personalidades costarricenses y extranjeras inmersas en el mundo bibliotecológico y cultural: 
Miguel Obregón Lizano
Bernabé Quirós Pacheco
Máximo Soto Hall  Guatemala (1899-1902)
Valeriano Fernández Ferraz
Carlos Gagini Chavarría
Roberto Brenes Mesén
Adolfo Blen Muñoz
Joaquín García Monge
Julían Marchena Valle-Riestra
Marco Tulio Zeledón Matamoros
Carmen Quirós Saborío
Efraín Picado Azofeifa
José Ruperto Arce Delgado
Cleotilde Obregón Quesada
Yamileth Solano Navarro
Laura Rodríguez Amador